# Kōsei Kamo
Pour les articles homonymes, voir Kamo.
Kōsei Kamo (加茂公成, Kamo Kōsei), né le 10 mai 1932 à Tokyo, et mort le 6 janvier 2017, est un joueur de tennis japonais des années 1950.

## Carrière
Kōsei Kamo est essentiellement connu pour avoir remporté le double messieurs des Internationaux des États-Unis en 1955 en compagnie de son compatriote Atsushi Miyagi. Il devient ainsi le premier Japonais à remporter un tournoi du Grand Chelem en double messieurs. Cette année-là, les tournois de simple et double ne se jouent pas en même temps, ni au même endroit. Alors que le simple se déroule à New York, le tournoi de double se tient plus tard à Boston où l'ouragan Diane retarde fortement les matchs. Cet ouragan incite d'ailleurs les meilleurs joueurs à quitter les lieux prématurément, et rend le tableau de double extrêmement dévalué. Kamo, modeste joueur universitaire comme son partenaire, remporte le tournoi face à deux jeunes étudiants américains.
Il a remporté les Internationaux du Japon en 1953 et 1956. Il a représenté le Japon en Coupe Davis à 11 reprises et a participé aux demi-finales interzones en 1955 contre l'Australie.
Il est le frère cadet de la joueuse Sachiko Kamo. Ses parents l'ont appelé Kōsei en référence à Henri Cochet.
Il a battu Rex Hartwig à Los Angelès en 1954, année où l'Australien est finaliste aux Internationaux des États-Unis et d'Australie.

## Palmarès (partiel)

### Finale en simple messieurs
| No | Date | Nom et lieu du tournoi      | Catégorie | Surface | Vainqueur       | Score         |  |
| -- | ---- | --------------------------- | --------- | ------- | --------------- | ------------- |  |
| 1  | 1954 | Tournoi de tennis du Canada |           | NC      | Bernard Bartzen | 6-4, 6-0, 6-3 |  |

### Titre en double messieurs
| No | Date       | Nom et lieu du tournoi                 | Catégorie | Surface      | Partenaire     | Finalistes                   | Score                   |          |
| -- | ---------- | -------------------------------------- | --------- | ------------ | -------------- | ---------------------------- | ----------------------- | -------- |
| 1  | 02-09-1955 | US National Championships Forest Hills | G. Chelem | Gazon (ext.) | Atsushi Miyagi | Gerald Moss William Quillian | 6-3, 6-3, 3-6, 1-6, 6-4 | Parcours |

## Parcours dans les tournois duGrand Chelem

### En simple
| Année | Open d'Australie | Open d'Australie | Internationaux de France | Internationaux de France | Wimbledon      | Wimbledon | US Open         | US Open     |
| ----- | ---------------- | ---------------- | ------------------------ | ------------------------ | -------------- | --------- | --------------- | ----------- |
| 1953  | —                | —                | —                        | —                        | —              | —         | 2e tour (1/32)  | E. Garrett  |
| 1954  | —                | —                | —                        | —                        | —              | —         | 3e tour (1/16)  | B. Talbert  |
| 1955  | —                | —                | —                        | —                        | —              | —         | 2e tour (1/32)  | M. Anderson |
| 1957  | —                | —                | —                        | —                        | 3e tour (1/16) | V. Seixas | 1er tour (1/64) | M. Anderson |
| 1958  | —                | —                | —                        | —                        | —              | —         | 1er tour (1/64) | B. Bartzen  |

N.B. : à droite du résultat se trouve le nom de l'ultime adversaire.